# Krieghaus
Krieghaus war eine Einöde und ein Gemeindeteil der Gemeinde Zinzenzell, etwa 700 Meter entfernt vom Hauptort, links des Schönsteiner Bachs zwischen Zinzenzell und Schönstein.
Die Volkszählungsdaten belegen den Bestand von Krieghaus als Wohnplatz bis mindestens 1970, als sieben Einwohner aufgeführt wurden. Seit der darauf folgenden Volkszählung von 1987 wird der Ortsteil nicht mehr erwähnt.

## Geschichte
In der Uraufnahme aus der Zeit zwischen 1808 und 1864 ist ein Gebäude in Krieghaus dargestellt. In einer Kartendarstellung aus der Zeit um 1829 wird der Ort mit zwei Gebäuden und dem Symbol für eine Mühle am Schönsteiner Bach dargestellt. Die Darstellung in amtlichen Karten erfolgt bis zur TK25 der Ausgabe 1985. Ab der Ausgabe von 1993 fehlt die Darstellung von Krieghaus.
In der Zeit zwischen 1837 und 1871 gehört die Einöde zur Gemeinde Schönstein. Seit mindestens 1885 bis zur Auflösung der Gemeinde gehörte Krieghaus zu Zinzenzell.
In den Volkszählungsdaten für 1871 wird Krieghaus als Einöde mit vier Einwohnern, vier Gebäuden und fünf Rindviechern aufgeführt, zugehörig zur kath. Pfarrei Stallwang und zur Post Stallwang. Als Besonderheit werden die beiden Schulen in Wetzelsberg und in Zinzenzell angegeben. 1880 wird der Ort von Stallwang nach Wiesenfelden umgepfarrt und der Expositur in Zinzenzell zugeteilt.